# Europa de las Naciones Soberanas
Europa de las Naciones Soberanas es un partido político europeo formado en 2024. Sus eurodiputados se integran en el grupo parlamentario Grupo Europa de las Naciones Soberanas.

## Historia
Durante la campaña electoral de las elecciones al Parlamento Europeo de 2024, el partido político alemán Alternativa para Alemania fue expulsado de Identidad y Democracia, por lo que, tras las elecciones, formaron un nuevo grupo parlamentario, el Grupo Europa de las Naciones Soberanas, donde se integraron sus diputados electos. Posteriormente, junto con los partidos políticos que integraron sus diputados en este grupo, fundaron el partido político europeo Europa de las Naciones Soberanas.

## Miembros
| País            | Miembro                                                             | Eurodiputados |
| --------------- | ------------------------------------------------------------------- | ------------- |
| Alemania        | Alternativa para Alemania                                           | 15/96         |
| Bulgaria        | Renacimiento                                                        | 3/17          |
| Eslovaquia      | República                                                           | 2/14          |
| Francia         | Reconquista                                                         | 1/81          |
| Hungría         | Movimiento Nuestra Patria                                           | 1/21          |
| Lituania        | Unión del Pueblo y la Justicia                                      | 1/11          |
| Polonia         | Coalición para la Renovación de la República - Libertad y Esperanza | 3/53          |
| República Checa | Libertad y Democracia Directa                                       | 1/21          |

## Instituciones europeas
| Organización      | Institución                                                | Representantes |
| ----------------- | ---------------------------------------------------------- | -------------- |
| Unión Europea     | Parlamento Europeo                                         | 25/720         |
| Unión Europea     | Comisión Europea                                           | 0/27           |
| Unión Europea     | Consejo Europeo (jefes de Gobierno)                        | 0/27           |
| Unión Europea     | Consejo de la Unión Europea (participación en el Gobierno) |                |
| Unión Europea     | Comité Europeo de las Regiones                             | 0/329          |
| Consejo de Europa | Asamblea Parlamentaria del Consejo de Europa               |                |